# 喬治·勒米厄
喬治·斯蒂芬·勒米厄（英語：George Stephen LeMieux，/ləˈmjuː/；1969年5月21日—）是美国的一位政治人物。在2009年至2011年期間，他是佛羅里達州的兩位參議院議員之一。他的黨籍是共和黨。在2009年，勒米厄接替梅爾·馬丁內斯出任參議院議員。他曾宣布參加2012年美國參議員選舉，但在中途退出。